# District de Zahlé
Le caza de Zahlé est un district au cœur de la plaine de la Bekaa, Liban, faisant partie du Mouhafaza de la Bekaa. Le chef-lieu du district, est la ville du même nom Zahlé. Les fleuves du Berdaouni et de l'Oronte passent dans ce caza.

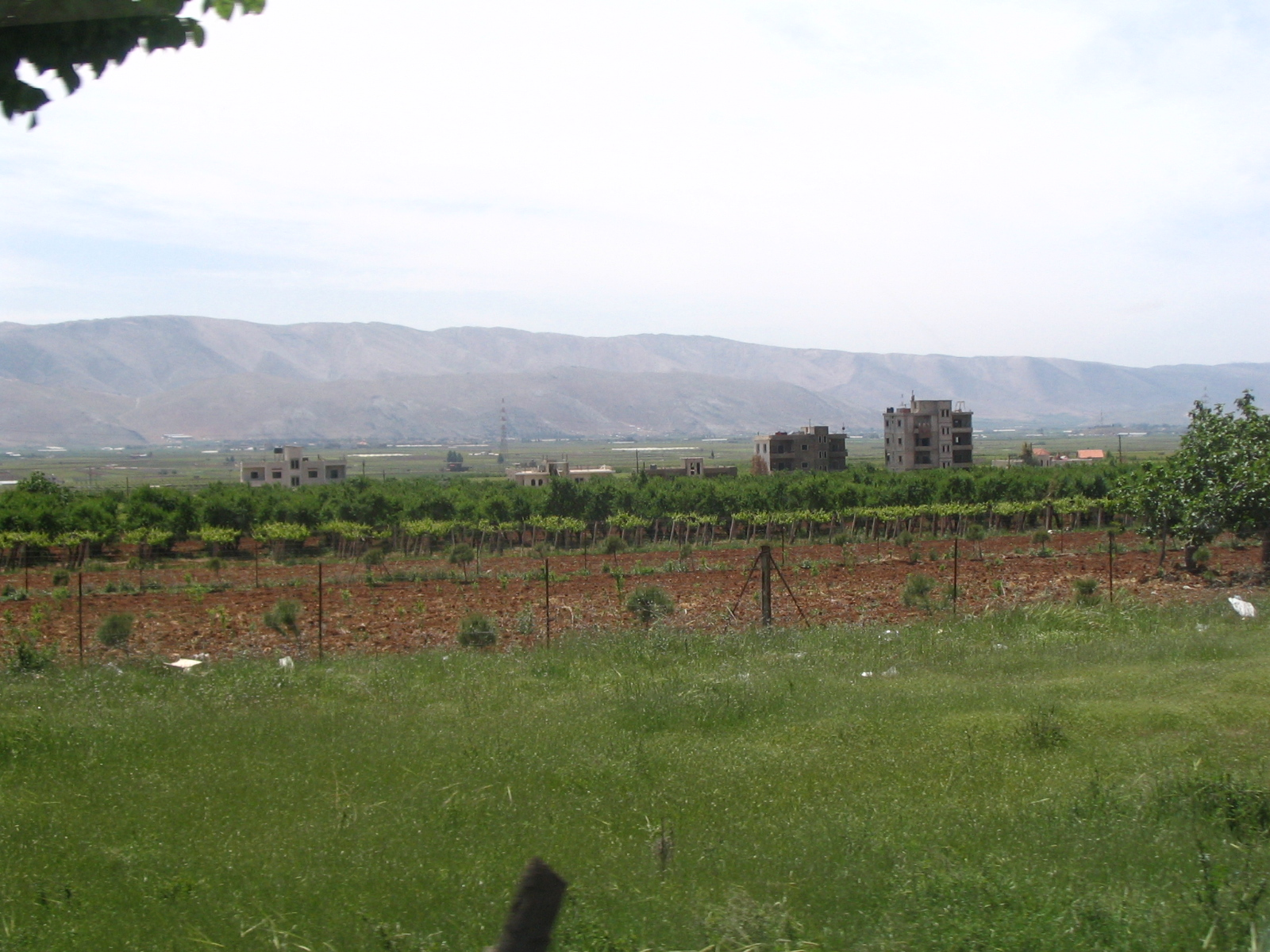
Vignobles

## Répartition confessionnelle des électeurs (2015)
https://www.almanar.com.lb/9564502
http://elnashra.com/elections/vote
| Confessions           | Pourcentage (2022)                          | Pourcentage (2015) |
| TOTAL CHRÉTIENS       | 53,33 %                                     | 55,36 %            |
| --------------------- | ------------------------------------------- | ------------------ |
| Maronites             | 15,25 %                                     | 16,63 %            |
| Grecs-orthodoxes      | 9,15 %                                      | 9,86 %             |
| Grecs-catholiques     | 18,11 %                                     | 17,67 %            |
| Arméniens-orthodoxes  | 5,64 % (incluant les arméniens catholiques) | 5,17 %             |
| Arméniens-catholiques | -                                           | 1,07 %             |
| Autres chrétiens      | 4,39 %                                      | 4,96 %             |
| TOTAL MUSULMANS       | 46,68 %                                     | 44,64 %            |
| Sunnites              | 30,05 %                                     | 27,68 %            |
| Chiites               | 16,67 %                                     | 15,79 %            |
| Alaouites             | 0,01 %                                      | 0,01 %             |
| Druzes                | 0,52 %                                      | 0,53 %             |

## Principales villes
- Zahlé
- Chtoura
- Rayak
- Anjar

## Autres villages
- Saadnayel
- Kfarzabad
- Bouarij